# Frévin-Capelle

Frévin-Capelle este o comună în departamentul Pas-de-Calais, Franța. În 1 ianuarie 2022 avea o populație de 393 de locuitori.